# Paul Matisse
Paul Matisse (* 1933 in New York) ist ein amerikanischer Künstler und Erfinder. Er ist besonders bekannt für seine Installationen, die zum Teil interaktiv sind. Er ist der Erfinder des Kalliroskops. 

## Leben und Werk
Paul Matisse ist der Sohn von Pierre Matisse und Alexina „Teeny“ Matisse, geborene Sattler, die in zweiter Ehe Marcel Duchamp heiratete, und der Enkel des französischen Malers Henri Matisse. Im Jahr 1954 erwarb Paul Matisse einen Abschluss der Harvard-Universität, wo er im Eliot House zusammen mit Stephen Joyce, dem Enkel von James Joyce sowie mit Sadruddin Aga Khan gewohnt hatte. Nach dem Collegebesuch studierte er kurz an der Harvard Graduate School of Design, bevor er in die Produktentwicklung bei Arthur D. Little einstieg. 
Am 27. Dezember 1958 heiratete Matisse Sarah Barret. Zur Hochzeit schenkte Duchamp seinem Stiefsohn als Kunstobjekt Waistcoat, eine Weste aus grüner Wolle, auf deren fünf Knöpfen in Spiegelschrift Sally, ihr Kosename, zu lesen war.
1962 machte Matisse sich selbstständig und stellte Kalliroskope her. 1965 wurde seine Tochter Sophie geboren. Im Jahr 1968 ordnete er nach Duchamps Tod dessen umfangreichen Nachlass und übersetzte und veröffentlichte eine große Anzahl von Notizen ins Englische. Im Auftrag des Philadelphia Museums rekonstruierte er ein postum entdecktes und seinerzeit ziemlich schockierendes Duchamp-Meisterwerk, Etant Donné.
Wie sein Stiefvater, der mit Ready-mades die traditionelle Kunstszene in Bewegung brachte, ist auch Paul Matisse von kinetischer Kunst fasziniert.
Von 1977 bis 1979 half Matisse Alexander Calder, eine Skulptur für die National Gallery of Art in Washington herzustellen. Danach begann seine Künstlerkarriere.
Gegenwärtig ist sein Wohnsitz in einer früheren Kirche der Baptisten in Groton, Massachusetts. 

## Werke (Auswahl)
- Memorial Bell für die „National Japanese-American Memorial to Patriotism“ in Washington (2001)
- Charlestown Bells (2000),  eine interaktive musikalische Skulptur auf dem Charles River Dam zwischen Boston und der Nachbarschaft von Charlestown
- Kendall Band (1987), eine interaktive musikalische Skulptur in einer U-Bahn-Station in Cambridge, Massachusetts
- Musical Fence (1980), eine interaktive musikalische Skulptur, früher in Cambridge Massachusetts und jetzt am DeCordova Museum in Lincoln, Massachusetts, sowie am Wissenschaftsmuseum in Vermont aufgestellt.

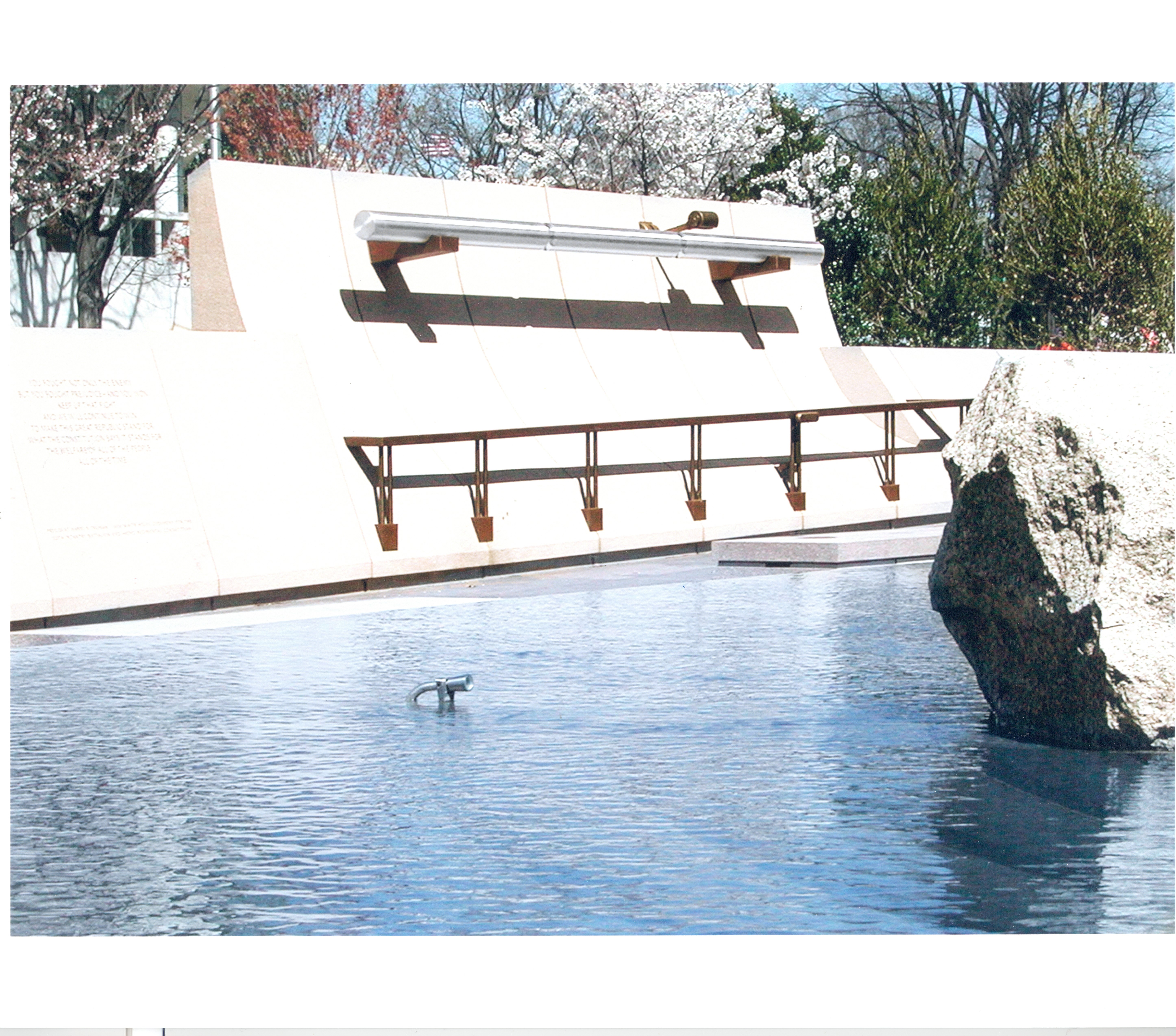
National Japanese American Memorial Bell (2001)
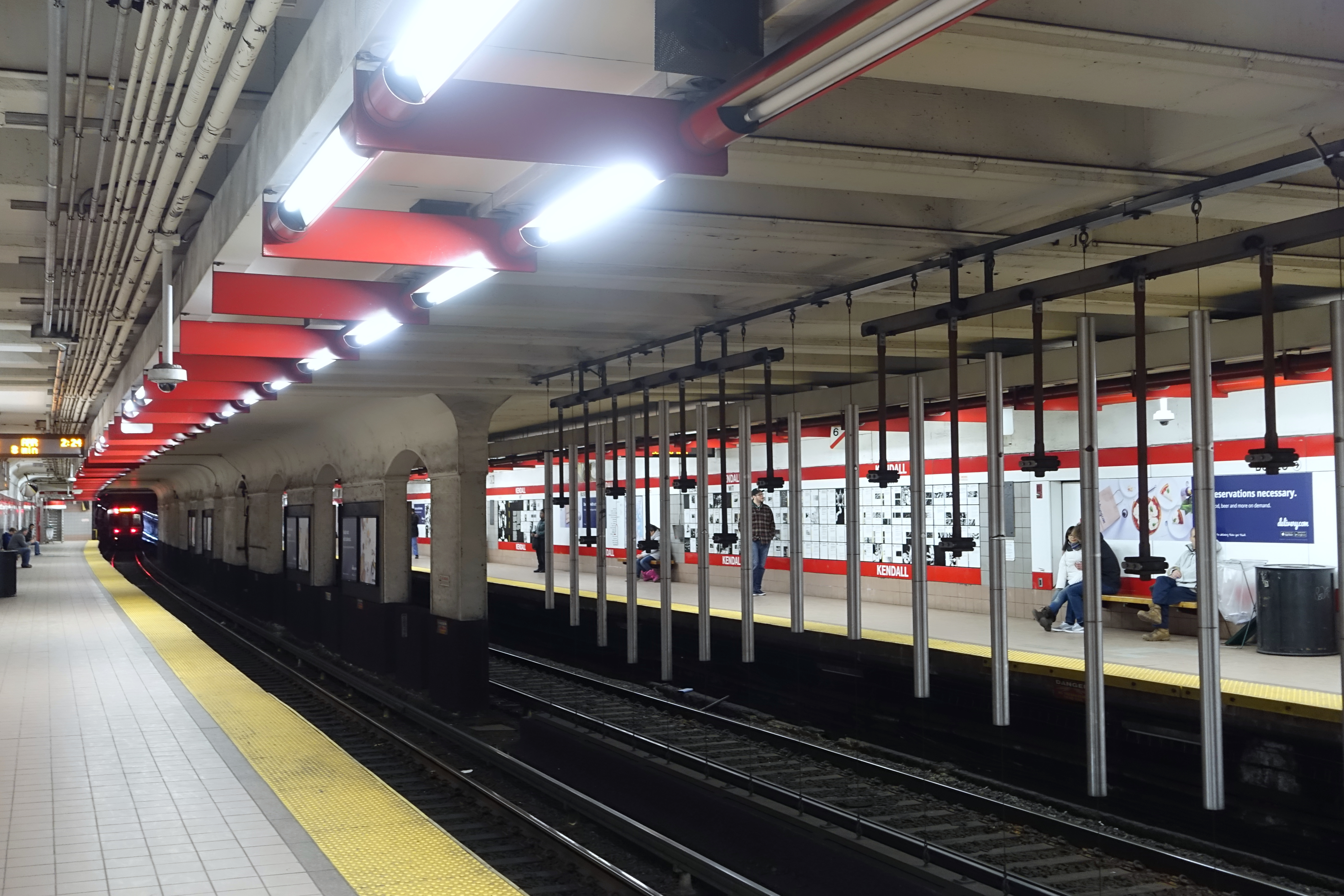
Kendall Band (1987)
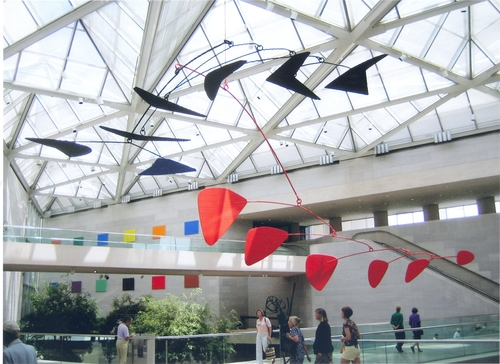
Calder Mobile (1977)